# Трансмизогинија
Трансмизогинија представља пресек трансфобије и мизогиније. Трансфобија се дефинише као "ирационални стах, аверзија или дискриминација према трансродним људима". Мизогинија се дефинише као "мржња према женама". Према томе, трансмизогинија укључује негативне ставове, мржњу и дискриминацију према трансродним или транссексуалним индивидуама које се налазе на женској страни родног спектра, посебно трансродним женама. Овај термин је сковала Џулија Серано у својој књизи из 2007. године, Whipping Girl, и користила га је за описивање јединствене дискриминације према транс женама због "претпоставке да су женскост и женственост инфериорне у односу на и постоје превасходно због мушкости и мужевности",, као и начина на који трасфобија појавача мизогинију са којом се суочавају транс жене (и обрнуто). Наводи се да многе транс жене доживљавају додатни слој мизогиније у облику фетишизације; Серано прича о томе како друштво види транс жене на начине који их сексуализују, нпр. да транзиција служи због сексуалних разлога или да су сексуално промискуитетне. Трансмизогинија је централни концепт у оквиру трансфеминизма и често се спомиње у интерсекционалној феминистичкој теорији. Поједине радикалне феминисткиње, које тврде да транс жене нису жене, поричу да је женскост транс жена извор трансмизогиније.

## Узроци
Генерално је разумевање да је трансмизогинија узрокована друштвеним веровањем да су мушкарци супериорнији у односу на жене. У књизи Whipping Girl, Џулија Серано пише да се постојање транс жена види као опасност за "родну хијерархију центрирану око мушкараца, где се претпоставља да су мушкарци бољи од жена и да је мужевност супериорнија у односу на женственост". Родна теоретичарка Џудит Батлер подржава ову претпоставку, наводећи да је убиство транродних жена "дело моћи, начин за поновно успостављање доминације... убијање поставља убицу као владара у тренутку убиства".
Такође се сматра да транс жене угрожавају хетеросексуалност цисродних мушкараца. У медијима је примећено да су "преваранти" као што је Дил, трансродна жена из филма The Crying Game из 1992. године, изазивали бес и мушку хомофобију у публици када се њихова "права" мушкост открије.
Мислим можда да ако транс жена флертује са мушкарцем који је стрејт и тај мушкарац се осети пониженим или обруканим (да ли је та последња реч довољно јака? можда парализован), то је вероватно зато што га је транс мушкарац идентификовао као неко са ким је флертовање могуће, који би сам могао да буде у вези са транс женом или можда да сам буде транс жена. За неке стрејт мушкарце можда је могуће да узврате флертом или да кажу "хвала, али не хвала", а неки други би се ухватили за пиштољ. Шта утиче на те разлике? Претпостављам да се стрејт мушкарац који би упуцао транс жену осећа као да је "нападнут" флертом. То је веома сулудо резоновање, али има пуно лудости када је реч о родном идентитету и сексуалности.— Џудит Батлер, Интервју са "Broadly"

### Сједињене Државе
Када је реч о здравству, 55% оних који су покушали да добију осигурање за операције везане за транзицију били су одбијени. Ово се може приметити и у домену образовања, где је 77% људи који су или трансродни или су доживљени као трансродни доживело неку врсту малтретмана током нижег нивоа школовања. Ниво прихода и ниво сиромаштва су такође два до три пута виши за трансродне особе. Дискриминација је такође идентификована као уврежена у многим областима, као што су "стамбена питања, здравство, запошљавање и образовање".
Међутим, због трансмизогиније, трансродне жене се суочавају са још јачим облицима дискриминације. Студија доживљаја на послу након промене пола пронашла је да је “просечна зарада за трансродне запослене који су прешли из жене у мушкарца благо повећана након њихове родне транзиције, док је просечна зарада за трансродне запослене који су прешли из мушкарца у жену пала за скоро једну трећину. Поврх тога, примећено је да је транзиција у женски пол довела до губитка ауторитета и повећања у узнемиравању, док је супротна транзиција често доводила до повећања ауторитета и поштовања. Друга студија потврдила је да, посебно међу не-белим трансродним женама, постоје повећани нивои дискриминације на бази трансфобије и расизма. Ова дискриминација је доводила до повећања у механизмима одбране и, заузврат, веће учесталости депресије.

### Еквадор
Студија везана за дискриминацију лезбејки, бисексуалних, транссексуалних, трансродних и интерсексуалних жена у Еквадору пронашла је сличне резултате. Трансродним женама "недостаје заштита против дискриминације и у закону и у пракси". Као разултат, транс жене су доживљавале насиље, сексуално злостављање и дискриминацију у образовним, здравственим и радним установама.

## Психологија
Џулија Серано је у књизи Whipping Girl истакла да трансвеститски фетишизам, поремећај који се налази на DSM-IV листи, спомиње само кросдресинг од стране мушкараца. Слично томе, аутогинефилија је препозната као поремећај у DSM-IV, али аутоандрофилија није. Дијагностички и статистички приручник за менталне поремећаје је ревидиран 2013. године и трансвеститски фетишизам и поремећај родног идентитета су уклоњени; трансвеститски поремећај и родна дисфорија су били резултат ревизија. Родна дисфорија се дефинише као осећај дисконгруентности који људи имају са својим родом додељеним на рођењу. Други додатак на DSM-V листу је трансвеститски поремећај, у коме хетеросексуални мушкарац осећа дисоцијацију од свог додељеног рода, јер доживљава задовољство при облачењу у женску одећу.
Постоји дебата о томе да ли родна транзиција треба да буде укључена у психологију. “Процеси родне транзиције се класификују као ментални поремећаји у дијагностичким приручницима” Заједнице као што је STP (Међународна кампања Stop Trans Pathologization) наводе да су приметиле “структурне међуповезаности између динамике психијатризације, дискриминације и трансфобије и прихватања негативних последица које психијатријска класификација има на људе”. Сони Нордмаркен наводи: “Идеја да су транс људи ментално болесни је институционализована у психијатријским текстовима као што је Дијагностички и статистички приручник за менталне поремећаје, па самим тим у медицинским и правним транзиционим путањама” Сони верује да када се трансродни људи ставе у психолошки текст, бивају стигматизовани као ментално оболели, чиме се повећавају микроагресије и дискриминација. Студија коју су спровели Шилт и Висвал показала је да су на радном месту транс мушкарци у транзицији добијали подршку како би били боље укључени у друштво, док су транс жене у транзицији биле уназађене или отпуштене. У тој студији, примећене су микроагресије послодаваца према транс женама у транзицији.

## Сексуално узмениравање
Џулија Серано примећује да, упркос транзицији, транс жене се и даље често перципирају као мушкарци; међутим, ретко су сексуалнизоване као такве. У порно индустрији, чија су циљна публика углавном хетеросексуални мушкарци, транс жене се махом приказују као сексуални објекти, а не као "предатори". Серанова примећује да када се налази у друштвеном окружењу где је познато да је транссексуална, на пример на местима где изводи "spoken word" поезију, добија много више очигледно сексуалних коментара него када се налази у окружењу где је претпоставка да је циссексуална.
Транзиција може а и не мора такође да укључује медицинске и правне аспекте, нпр. узимање хормона, операцију или промену идентификационих докумената (нпр. личне карте, возачке дозволе и сл) како би одговарали родном идентитету особе. Медицински и правни кораци често нису приуштиви за људе. Трансродни људи се суочавају са многим изазовима у друштву, од чега је највећи сексуално узнемиравање. Према Стоцеру (2009), тренутно постоје три могућа извора информација везаних а насиље и узмениравање које трансродни људи доживљавају: пријаве које подносе саме особе, позиви на хотлајн и полицијски извештаји. Према клиничкој студији, “наведено је да је 50% трансродних особа пријавило нежељене сексуалне активности. Друго истраживање је закључило да је 59% људи пријавило историју насилног секса или силовања. Горњи подаци су из 2006. године” (Стоцер, 2009).
Према Лори Касер (2014), “криминална дела мржње против транс људи су непропорцијално и трагично честа, а већина овог насиља виктимизује транс жене.” Према Националној коалицији програма против насиља (2012), “трансродне особе широм САД доживљавају три пута више полицијског насиља него цисродни људи. Заправо, више од пола свих анти-ЛГБТКИА+ убистава начињено је над трансродним женама. Такође, говорећи статистички, “битно је нагласити да скоро три четвртине тих убистава су циљали не-беле људе” (Касер, 2014). Према Касеровој (2014), “Трансмизогинија се такође види у насиљу — студије показују да је свака пета трансродна жена (21%) била у затвору бар једном у току свог живота. Ово је далеко изнад просека за целу популацију, а проценат је још већи (47%) за црне трансродне људе.”

### Узроци
Део узрока може бити тај да су трансродне жене, по природи њихове релативне реткости, виђене као "егзотичне". Међутим, ово није цела ситуација; како Џулија Серано наводи, "постоји велики број типова жена које су релативно ретке, али нису све сексуализоване на исти начин као транс жене". У књизи Whipping Girl, Серанова пише о ономе што она назива "педатор-плен дихотомија", где су "мушкарци увек виђени као предатори, а жене као плен". Због овог погледа, транс жене бивају доживљаване као да привлаче мушкарце својом транзицијом и "претварањем [себе] у сексуалне објекте којима ниједан мушкарац не може да се одупре".
Међутим, са друге тачке гледишта, "Трансродни људи се суочавају са насиљем због њихове родне неуклопљености" (Стоцер, 2009). Узрок може потећи од оптуживања жртава за “сексуалну обману”  према Бечеру (2007). Трансродни људи који су били сексуално напаствовани често сматрају да је њихова грешка што су били нападнути. У стварности, осећај трансродности може се описати као “‘Осећај као девојка заробљена у мушком телу’ или обрнуто” (Бечер, (2007). стр. 44). Према Бечеру (2007), невољност да се обзнани сексуална оријентација када особа живи са различитим родом у себи није грешка те особе, али чланак наводи да је “откривање правог пола изазвало насилни одговор”. Активисти се боре против сексуалног узнемиравања трансродних људи навођењем да друштво не треба да оправдава трансфобично насиље. Према студији од стране "Gender Violence" (2008), направљен је узорак, од чега је 14% људи пријавило сексуално напаствовање током својих живота. Према Стоцеру (2009), студије су показале да трансродни људи доживљавају веће степене насиља од нападача, а често се напаствоване особе суочавају са поновљеном виктимизацијом.

## Везе са трансфобијом
Трансмизогинија се разликује од трансфобије у томе што се трансмизогинија фокусира на транс жене. Трансфобија је пак генералнији термин, који покрива шири спектар мржње и дискриминације према било којим и/или свим трасродним индивидуама . Џулија Серано наводи у књизи Whipping Girl да "Када се већина шала на рачун транс људи своди на 'мушкарце који носе хаљине' или 'мушкарце који желе да им се одсеку пениси', то није трансфобија – то је трансмизогинија. Када је већина насиља и сексуалног злостављања почињено против транс људи уперено ка транс женама, то није трасфобија — то је трансмизогинија."